# Фонтан Тритон (Дюссельдорф)
Фонта́н «Тритон» — один из фонтанов в центре Дюссельдорфа (Германия). Охраняется законом.

## История
Фонтан Тритон был создан дюссельдорфским скульптором Фридрихом Кубилье в 1898–1902 годах и приобретен городской Ассоциацией благоустройства для Дюссельдорфской Королевской аллеи. 
В составе всего комплекса Королевской аллеи получил с 24 октября 1994 года статус памятника архитектуры, с городским рвом и сквером.
В 2015, 2018 и 2021 гг. проводились реставрационные работы, которые обошлись городу в 400 тысяч евро.

## Описание
В северном конце проспекта фонтан действует как точка вю и творческое завершение оси канала бывшего городского рва.
Если смотреть со стороны площади Корнелиуса, фонтанный комплекс напоминает мост с каменными балюстрадами, декоративными вазами и путти. Собственно фонтан расположен посередине под выступающей площадкой с каменными скамейками. Фонтанная фигура греческого морского бога Тритона, вооруженного копьем, сдерживает огромную бьющую воду рыбу, с которой сбоку сражаются двое маленьких обнаженных путти. Группа фигур опирается на искусственные скалы и окружена по бокам ракушками мидий с извергающими воду львиными головами.